# 셰필드 공습
셰필드 전격폭격은 제2차 세계 대전 중 잉글랜드 셰필드에 대한 나치 독일 루프트바페의 폭격 중 가장 심각했던 밤들을 일컫는 이름이다. 이 폭격은 1940년 12월 12일과 15일 밤에 발생했다.
1940년 셰필드는 약 56만 명의 인구를 가진 도시였으며, 주로 강철과 무기를 중심으로 한 산업이 발달했다. 해드필즈 철강소는 당시 영국에서 유일하게 18인치 철갑탄을 생산하던 곳이었다. 대부분의 공장은 도시 동부의 돈강 옆에 위치했다. 전쟁이 끝난 후 압수된 문서에 따르면 폭격 목표에는 아틀라스 철강소, 브라운 베일리 철강소, 메도홀 철강소, 돈강 공장, 다널 왜건 공장, 틴즐리 파크 탄광, 이스트 헤클라 공장, 오그레이브 코크스 오븐이 포함되었다.
보름달은 1940년 12월 14일에 떴고, 두 전격폭격 밤은 춥고 맑았다.
독일의 작전 암호명은 쉬멜츠티겔("Crucible")이었다.

## 12월 12일 공습
12월 12일 목요일 오후, 영국 감시소는 북잉글랜드에 X 페어파렌(때때로 X-게라트라고도 불림) 무선 유도 장치가 설치되는 것을 감지하고 다가올 공습의 목표가 셰필드가 될 것이라고 계산했다.

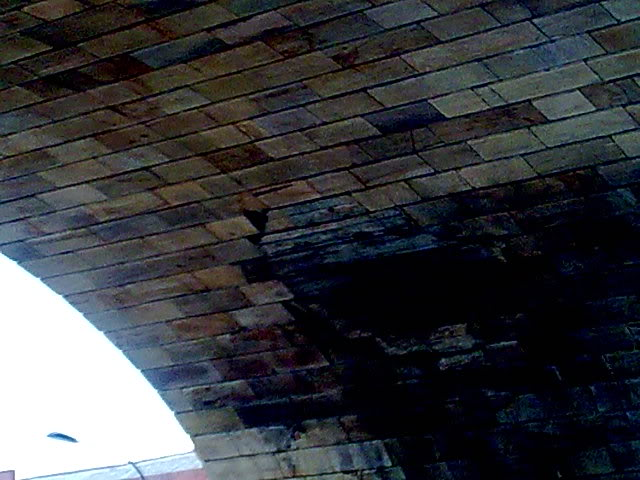
위커 아치의 미폭발 폭탄 구멍을 덮은 패치워크.

오후 6시 15분에 황색 경보가 발령되었고, 이어 오후 6시 45분에 자주색 경보가, 오후 7시에는 적색 경보가 발령되었다. 이 공격은 캉브레를 포함한 북프랑스의 비행장에서 비행한 세 개의 주요 항공기 그룹에 의해 수행되었다. 독일 유도 부대인 캄프그루페 100 소속의 하인켈 111기 13대가 오후 7시 41분에 도시 상공에 도착하여 16개의 SC50 고폭탄, 1,009개의 B1 E1 소이탄, 10,080개의 B1 E1 소이탄을 투하했다. 첫 소이탄은 노턴 리스와 글리들리스 교외에 투하되었다.
첫 번째 주요 그룹은 36대의 융커스 Ju 88과 29대의 하인켈 He 111로 구성된 세 개의 파상 공습 부대였다. 두 번째 그룹은 23대의 융커스 88, 74대의 하인켈 111, 7대의 도르니에 Do 17으로 구성되었다. 마지막 그룹은 63대의 융커스 88과 35대의 하인켈 111로 구성되었으며, 총 280대의 항공기가 참여했다.
오후 9시 30분경, 캄포 레인과 바이커 레인에 폭탄이 떨어져 대성당의 서쪽 끝을 파괴했다. 오후 10시 50분경, 500 kg 폭탄이 피츠알란 스퀘어의 마플스 호텔 맞은편에 있는 C&A와 버튼스 건물을 강타하여 파괴했다.
오후 11시 44분, 마플스 호텔 자체가 직격탄을 맞았다. 이 사건의 사망자 수는 78명으로, 이 공격에서 단일 사건으로 가장 많은 인명 손실을 기록했다. 희생자들의 신원 및 모든 사람이 신원을 확인할 수 있도록 한 광범위한 경찰 노력에 대한 자세한 내용은 셰필드 시 기록 보관소에서 확인할 수 있다. 사망자들은 나중에 마플스 건물 외부의 차도 아래에 깊은 콘크리트 상자와 깊은 바닥 및 벽이 있는 지하실에서 발견되었다.
이 밤에 떨어진 대부분의 폭탄은 도심이나 주거 지역에 떨어졌으며, 마지막 폭탄은 오전 4시에 떨어졌다.

## 12월 15일 공습
두 번째 전격폭격 밤에는 독일 유도 항공기에 대한 새로운 정책이 처음으로 적용되었다. 고폭탄은 더 이상 운반되지 않고 소이탄으로 대체되었다. 이 밤에는 16대의 하인켈 111로 구성된 유도 부대가 오후 7시부터 7시 50분 사이에 11,520개의 B1 E1 소이탄을 투하했다. 발생한 15개의 대형 화재와 수많은 소형 화재는 150 km 떨어진 곳에서도 볼 수 있었다.
주요 공습은 50대의 하인켈 111과 11대의 도르니에 17에 의해 수행되었고 오후 10시 15분에 끝났다. 해드필즈, 브라운 베일리스, 스틸, 피치 앤 토저 등 많은 철강 공장이 폭격을 맞았지만, 생산에 영향을 미칠 정도로 심각한 피해는 없었다.

## 여파
총 660명 이상이 사망했고, 1,500명이 부상당했으며, 40,000명이 노숙자가 되었다. 3,000채의 집이 파괴되었고, 추가로 3,000채가 심하게 손상되었다. 총 78,000채의 집이 피해를 입었다. 공습 중 용감하게 행동한 셰필드 시민들에게 6개의 조지 메달이 수여되었다. 공습 희생자 134명은 시티 로드 묘지의 공동 묘지에 안장되었다.

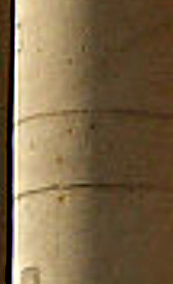
셰필드 시청 기둥에 남은 파편 피해

조지 6세와 엘리자베스 왕비는 공습 직후 도시를 방문하여 피해를 검사하고 생존자들의 사기를 북돋았다. 총리 윈스턴 처칠 또한 폭격을 맞은 도시를 방문하여 타운 홀 스퀘어에 모인 2만 명의 군중에게 확성기로 연설하고 자신의 상징적인 '승리'를 의미하는 'V' V 사인을 보여주었다.

## 연극
키어런 노울스의 셰필드 전격폭격에 관한 연극인 오퍼레이션 크루서블은 런던, 셰필드, 뉴욕에서 공연되었다.

## 더 읽어보기
- Anderson, Neil (2010) Sheffield's Date With Hitler ACM Retro ISBN 978-0-9563649-3-7
- Anderson, Neil (2012) Forgotten Memories From A Forgotten Blitz ACM Retro ISBN 978-1-908431-11-0
- Knowles, Kieran (2013) Operation Crucible Oberon Books ISBN 978-1783190805
- Lofthouse, Alistair (2001) Then & Now: The Sheffield Blitz – Operation Crucible Ald Design & Print ISBN 1-901587-09-6